# Vietotrechus
Vietotrechus is een geslacht van kevers uit de familie van de loopkevers (Carabidae). De wetenschappelijke naam van het geslacht is voor het eerst geldig gepubliceerd in 1995 door Ueno.

## Soorten
Het geslacht Vietotrechus is monotypisch en omvat slechts de volgende soort:
- Vietotrechus minutissimus Ueno, 1995